# Ropotó
Ropotó är en ort i Grekland.   Den ligger i prefekturen Trikala och regionen Thessalien, i den centrala delen av landet, 250 km nordväst om huvudstaden Aten. Ropotó ligger 593 meter över havet och antalet invånare är 410.
År 2012 skedde ett jordskred som förstörde stora delar av byn som nu är en spökstad. Ropoto har fått namnet "Greklands sjunkande spökstad". Invånarna var tvungna att flytta till byn Pýli.
Terrängen runt Ropotó är bergig åt nordväst, men åt sydost är den kuperad. Runt Ropotó är det ganska glesbefolkat, med 22 invånare per kvadratkilometer. Närmaste större samhälle är Pýli, 7,9 km nordost om Ropotó. I omgivningarna runt Ropotó växer i huvudsak blandskog.